# Horizon Acquisition Experiment
Das Horizon Acquisition Experiment (HORACE) ist ein Experiment, das im Rahmen des REXUS-Programms von EuroLaunch, einer Kooperation des Deutschen Zentrums für Luft- und Raumfahrt (DLR) und der Swedish Space Corporations (SSC) durchgeführt wird, bei dem es um die Erkennung des Erdhorizonts aus dem Weltraum geht.
Dabei soll ein neuer Ansatz für ein Lagebestimmungssystem für Satelliten, das auch unter sehr ungünstigen Bedingungen, wie unkontrolliertem Taumeln im All, zuverlässig arbeitet, gezeigt werden, denn anders als herkömmliche Erdsensoren verarbeitet HORACE-Bilddaten einer normalen Kamera die im sichtbaren Spektrum arbeitet.

## Beschreibung des Experiments

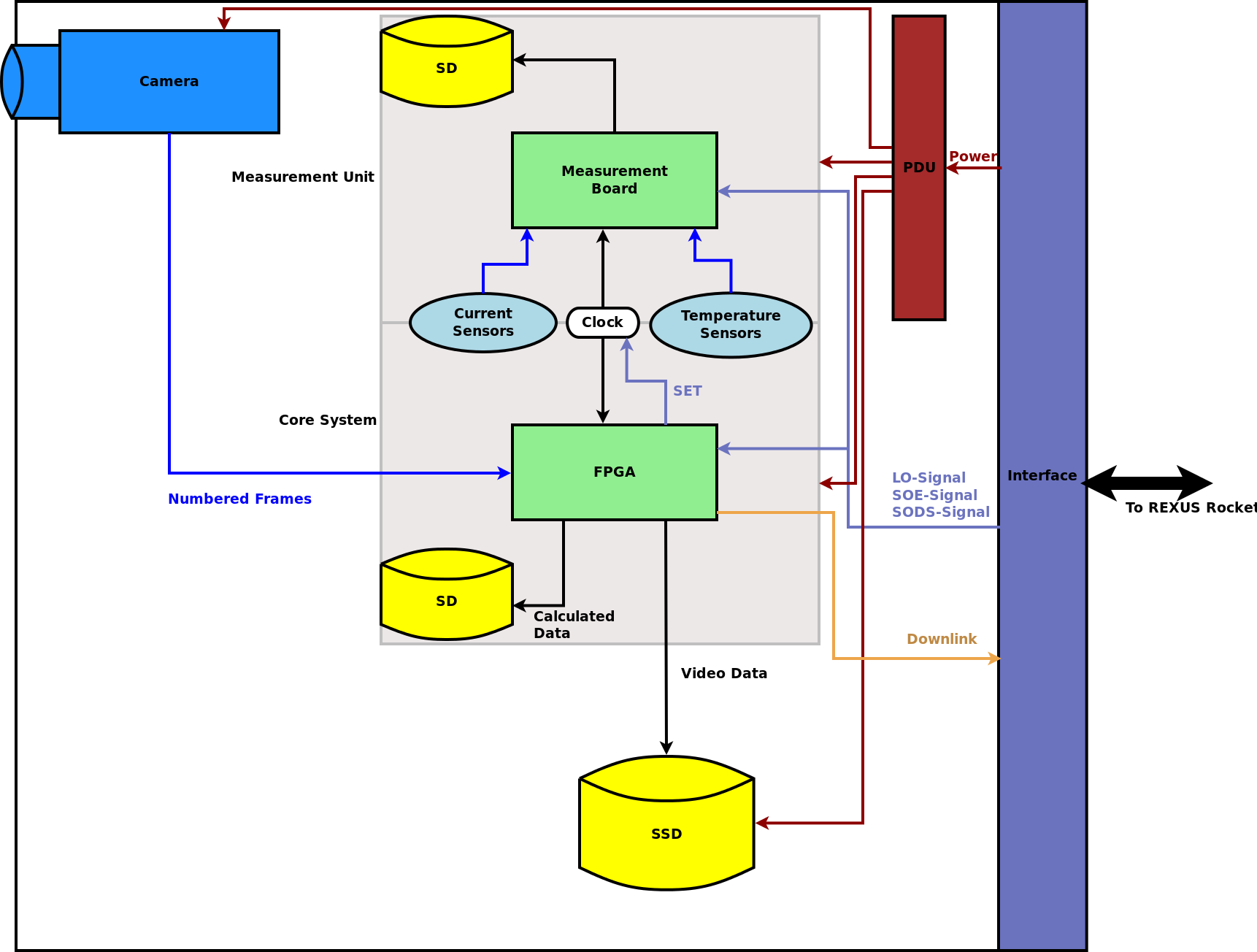
Blockdiagramm

Der Aufbau des Systems besteht prinzipiell aus einer Kamera, die Bilddaten in hohen Frameraten aufzeichnen kann, und einem eingebetteten System, auf dem leistungsstarke Algorithmen implementiert sind, die dazu fähig sind, die Horizontlinie in Einzelbildern nahezu in Echtzeit zu erkennen und einen Vektor (vorläufig nur in einer 2D-Projektion der Erde) zu berechnen. Ursprünglich war für das eingebettete System ein speziell programmierter FPGA vorgesehen, um eine Echtzeitverarbeitung der Daten zu gewährleisten. Da dieser jedoch zu leistungshungrig für die Höhenforschungsrakete war, wurde ein herkömmlicher Embedded Computer mit einer x86 Architektur verwendet, auf dem ein angepasstes Arch-Linux für die Auswertung der Bilddaten verantwortlich war.
Da das Experiment als Nutzlast der REXUS-16-Rakete mitgeflogen ist, wurde das Kameramodul knapp unterhalb der Spitze in einem Winkel von 90° zur Längsachse der Rakete montiert, um die Horizontsichtbarkeit während des Fluges der Rakete zu gewährleisten.
Der Start der REXUS-16 Rakete erfolgte am 27. Mai 2014 vom Raketenbahnhof in Esrange, Nähe Kiruna, in Schweden.
Nach der Bergung der Rakete wären die gewonnenen Vektoren und die erkannten Horizontlinien mit den Daten der REXUS-Rakete abgeglichen worden, um sicherzustellen, dass das System zuverlässig funktioniert.
Allerdings nahmen beide Kameras des Experimentes während des Fluges aufgrund technischer Probleme stark überbelichtete Bilder auf. Aufgrund der guten Ergebnisse dem Flug vorangegangener Simulationen und der vollständigen operationellen Funktionsfähigkeit des entwickelten Kommunikationsframeworks kann das Experiment dennoch als Teilerfolg gewertet werden.
Trotz der Probleme des Experiments, werden Nachfolge-Projekte geplant, um das langfristige Ziel eines operationell einsetzbaren Sensors zu erreichen.

## Bedeutung
Dieser Ansatz der Horizonterkennung steckt noch in den Kinderschuhen, aber sollte sich das System bewähren, wäre dies ein sehr großer Schritt in Richtung vollkommen autonomer Satelliten, die ohne menschliches Zutun ihre Lage erkennen und notfalls stabilisieren können.
Da dieses Konzept sehr softwarelastig ist, ist es denkbar, dass in Zukunft Satelliten mit entsprechend vorhandener optischer Nutzlast einfach durch ein Software-Upgrade mit einer angepassten HORACE-Version in der Lage sein werden, eine Horizonterkennung durchzuführen, ohne dass die bordeigene Hardware des Satelliten zu Beginn dafür ausgelegt worden wäre.